# Spes Volley Conegliano
Maillots
Le Spes Volley Conegliano est un club italien de volley-ball féminin basé à Conegliano, qui évolue pour la saison 2010-2011 au plus haut niveau national (Serie A1).

## Effectifs

### Saison 2011-2012[1]
Entraîneur : Marco Gaspari  Italie 
| No  | Nom                  | Date de Naissance | Taille | Poids | Nationalité | Poste                     |
| --- | -------------------- | ----------------- | ------ | ----- | ----------- | ------------------------- |
| 2.  | Veronica Angeloni    | 6 juillet 1986    | 186    |       | Italie      | Réceptionneuse-attaquante |
| 3.  | Samantha Ainsworth   | 19 mai 1988       | 183    |       | Canada      | Passeuse                  |
| 4.  | Ioana Nemţanu        | 1er janvier 1989  | 181    | 72    | Roumanie    | Réceptionneuse-attaquante |
| 5.  | Francesca Kirwan     | 22 décembre 1993  | 178    |       | Italie      | Réceptionneuse-attaquante |
| 6.  | Kathleen Weiß        | 2 février 1984    | 171    | 66    | Allemagne   | Passeuse                  |
| 7.  | Carlotta Daminato    | 2 mai 1993        | 160    |       | Italie      | Libero                    |
| 10. | Kristin Richards     | 30 juin 1985      | 185    | 68    | États-Unis  | Réceptionneuse-attaquante |
| 11. | Linda Martinuzzo     | 10 octobre 1992   | 188    |       | Italie      | Centrale                  |
| 12. | Carla Rossetto       | 20 décembre 1984  | 168    |       | Italie      | Libero                    |
| 14. | Emiliya Nikolova     | 26 décembre 1991  | 187    | 70    | Bulgarie    | Réceptionneuse-attaquante |
| 15. | Alessandra Crozzolin | 8 décembre 1977   | 186    |       | Italie      | Centrale                  |
| 18. | Serena Malvestito    | 21 août 1988      | 184    | 67    | Italie      | Centrale                  |